# Walerian Mercik
Walerian Stanisław Mercik (ur. 3 listopada 1893, zm. 17 czerwca 1957 w Kanadzie) – podpułkownik dyplomowany piechoty Wojska Polskiego.

## Życiorys
W czasie I wojny światowej walczył w szeregach c. i k. Pułku Piechoty Nr 45. Na stopień podporucznika został mianowany ze starszeństwem z 1 lutego 1917 w korpusie oficerów rezerwy piechoty. Dostał się do włoskiej niewoli, a po uwolnieniu z niej, wstąpił do Armii Polskiej we Francji . W czasie wojny z bolszewikami dowodził kompanią i batalionem 49 Pułku Piechoty . 
Po zakończeniu działań wojennych pełnił służbę na stanowisku adiutanta 49 pp . 3 maja 1922 został zweryfikowany w stopniu kapitana ze starszeństwem z 1 czerwca 1919 i 1387. lokatą w korpusie oficerów piechoty. Później został przydzielony do Szkoła Podchorążych. Od 1 października 1923 do 29 lutego 1924 był dowódcą 52. klasy (Kurs doszkolenia młodszych oficerów i urzędników wojskowych), a następnie dowódcą kompanii w Oficerskiej Szkoły Piechoty. W roku szkolnym 1925/26 był dowódcą 1. kompanii podchorążych. Na jej czele walczył w maju 1926 po stronie Prezydenta RP Stanisława Wojciechowskiego. Z dniem 2 listopada 1926, po złożeniu egzaminu wstępnego i odbyciu stażu liniowego, został przydzielony do Wyższej Szkoły Wojennej w Warszawie, w charakterze słuchacza Kursu 1926/28. Z dniem 31 października 1928, po ukończeniu kursu i otrzymaniu dyplomu naukowego oficera Sztabu Generalnego, został przydzielony do 5 Dywizji Piechoty we Lwowie na stanowisko oficera sztabu. 27 stycznia 1930 został mianowany majorem ze starszeństwem z 1 stycznia 1930 i 47. lokatą w korpusie oficerów piechoty. W marcu tego roku został przeniesiony do Dowództwa Okręgu Korpusu Nr VI we Lwowie. W maju 1934 został przeniesiony do Sztabu Głównego. W 1937 został przydzielony do Sekretariatu Komitetu Obrony Rzeczypospolitej na stanowisko oficera sekretariatu . Na stopień podpułkownika został mianowany ze starszeństwem z 19 marca 1938 i 31. lokatą w korpusie oficerów piechoty.
W czasie kampanii wrześniowej 1939 ewakuował się do Rumunii. Pełnił „delikatną” misję w Bukareszcie, a następnie kierował specjalną placówką na Biskim Wschodzie, w zainteresowaniu której były Bałkany . Później pełnił służbę na stanowisku szefa Bazy Oddziału VI Sztabu Naczelnego Wodza.
W 1953 wyjechał z Londynu do Kanady, gdzie mieszkał jego jedyny syn z rodziną .

## Ordery i odznaczenia
- Krzyż Walecznych (czterokrotnie)[19][20]
- Złoty Krzyż Zasługi  (19 marca1931)[21][19][20]
- Medal Niepodległości (9 listopada 1933)[22]
- Krzyż Wojskowy Karola (Austro-Węgry)[1]